# 金済能
金 済能（キム・ジェヌン、朝鮮語: 김제능/金濟能、1905年 - 1960年9月23日）は、大韓民国の政治家。第2代韓国国会議員。

## 経歴
出生地不明。日本大学法文学部卒。在中国張家口朝鮮人会長、大同青年団、のちの大韓青年団において瑞山郡団長を務めた。1952年の第2代総選挙の補欠選挙に自由党の公認で瑞山郡甲選挙区から当選し、国会議員を1期務めた。1960年9月23日に瑞山郡にて心臓麻痺により55歳で死去した。